# Долно Родиво
Долно Родиво (на гръцки: Κάτω Κορυφή, Като Корифи, до 1925 година  Κάτω Ράδοβος, Като Радовос) е село в Егейска Македония, Гърция, в дем Мъглен (Алмопия), административна област Централна Македония.

## География
Долно Родиво е разположено в западната част на котловината Мъглен (Моглена), на 16 km югозападно от демовия център Съботско (Аридеа), в източното подножие на планината Малка Нидже. Горната махала – Горно Родиво е изоставена.

## История

### В Османската империя
В османски данъчни регистри на немюсюлманското население от вилаета Водане от 1619 – 1620 година селото е отбелязано под името Родилова-и зир с 37 джизие ханета (домакинства).
Александър Синве (Les Grecs de l’Empire Ottoman. Etude Statistique et Ethnographique), който се основава на гръцки данни, в 1878 година пише, че в Като Додиво (Kato-Dodivo), Мъгленска епархия, живеят 480 гърци.
В 1885 година в Долно Родиво е открито българско училище.
Между 1896 и 1900 година селото преминава под върховенството на Българската екзархия. Според статистиката на Васил Кънчов („Македония. Етнография и статистика“) в 1900 година в Долно Родиво живеят 250 българи християни.
Според секретаря на Екзархията Димитър Мишев (La Macédoine et sa Population Chrétienne) в 1905 година в Долно Радово (Dolno Radovo) има 504 българи екзархисти и работи българско училище.
Екзархийската статистика за Воденската каза от 1912 година показва селото с 350 жители.

### В Гърция
През войната селото е окупирано от гръцки части и остава в Гърция след Междусъюзническата война в 1913 година. Боривое Милоевич пише в 1921 година („Южна Македония“), че Долно Родиво има 45 къщи славяни християни.
В 1922 година Долно Родиво е преименувано на Като Корифи.
В 1924 година в България се изселват 29 българи от Долно Родиво.
Селото пострадва силно от Гражданската война в Гърция (1946 – 1949). По-големият дял от жителите му бягат в Югославия, а по-малкият е изселен от властите в Бизово и се връщат след нормализиране на обстановката.
Селото произвежда череши и орехи, като е развито и скотовъдството.
Според изследване от 1993 година селото е чисто „славофонско“ (126 жители в 1981 г.) и в него „македонският език“ е запазен на високо ниво.
| Година    | 1913 | 1920 | 1928 | 1940 | 1951 | 1961 | 1971 | 1981 | 1991 | 2001 | 2011 | 2021 |
| --------- | ---- | ---- | ---- | ---- | ---- | ---- | ---- | ---- | ---- | ---- | ---- | ---- |
| Население | 491  | 435  | 501  | 599  | 65   | 121  | 128  | 126  | 114  | 96   | 62   | 78   |

## Личности
Родени в Долно Родиво
- Георги Симеонов, деец на ВМОРО, войвода на чета във Воденско по време на Илинденско-Преображенското въстание, роден в Долно или Горно Родиво[14]
- Ристо Ячев (1942 – 2019), писател от Северна Македония
- Ташко Мамуровски (р. 1937), историк от Северна Македония